# Trans-en-Provence
Trans-en-Provence település Franciaországban, Var megyében. Lakosainak száma 6595 fő (2022. január 1.). Trans-en-Provence Les Arcs, Draguignan és La Motte községekkel határos.

## Népesség
A település népessége az elmúlt években az alábbi módon változott:
| Lakosok száma | 5562 | 5579 | 5694 | 5906 | 5847 | 5878 | 5947 | 5983 | 6285 | 6595 |
|               | 2012 | 2013 | 2015 | 2016 | 2017 | 2018 | 2019 | 2020 | 2021 | 2022 |